# Universidad Villanova
La Universidad Villanova (en idioma inglés y oficialmente Villanova University) es una universidad privada,  católica, perteneciente a la Orden de San Agustín, que se ubica en Radnor Township, un municipio al noroeste de Filadelfia, Condado de Delaware, Pensilvania, Estados Unidos. Su nombre fue puesto en honor a Santo Tomás de Villanueva, escritor y Arzobispo de Valencia en el siglo XVI. Fundada en 1842, es la universidad católica más antigua de ese estado. 
Sus orígenes se encuentran en la antigua Iglesia de San Agustín de Filadelfia (1796), así como en su escuela parroquial, la Academia San Agustín (1811).                                                                             
Por más de una década, ha encabezado un ranking sobre másteres universitarios de la revista estadounidense U.S. News & World Report.

## Historia
En octubre de 1841, los Padres Thomas Kyle y Patrick Moriarty, dos Agustinos de la iglesia de San Agustín, en Filadelfia, adquirieron “Belle Air”, en el municipio de Radnor, con la intención de fundar un colegio. La finca era propiedad de la familia Rudolph, feligreses de San Agustín, que se la vendieron por un precio inferior al de mercado. Se trataba de unos 200 acres de tierra, y sobre ellos se fundó el “Colegio Agustino Villanova”, en honor de su Patrón, el Santo Agustino español Tomás de Villanueva, para convertirse posteriormente en la actual universidad.

## Vida estudiantil
El periódico universitario se llama Villanovan, y tiene una tirada de unos 6500 ejemplares. Otra publicación estudiantil, el bisemanal Villanova Times, vende 4000 ejemplares.

## Deportes

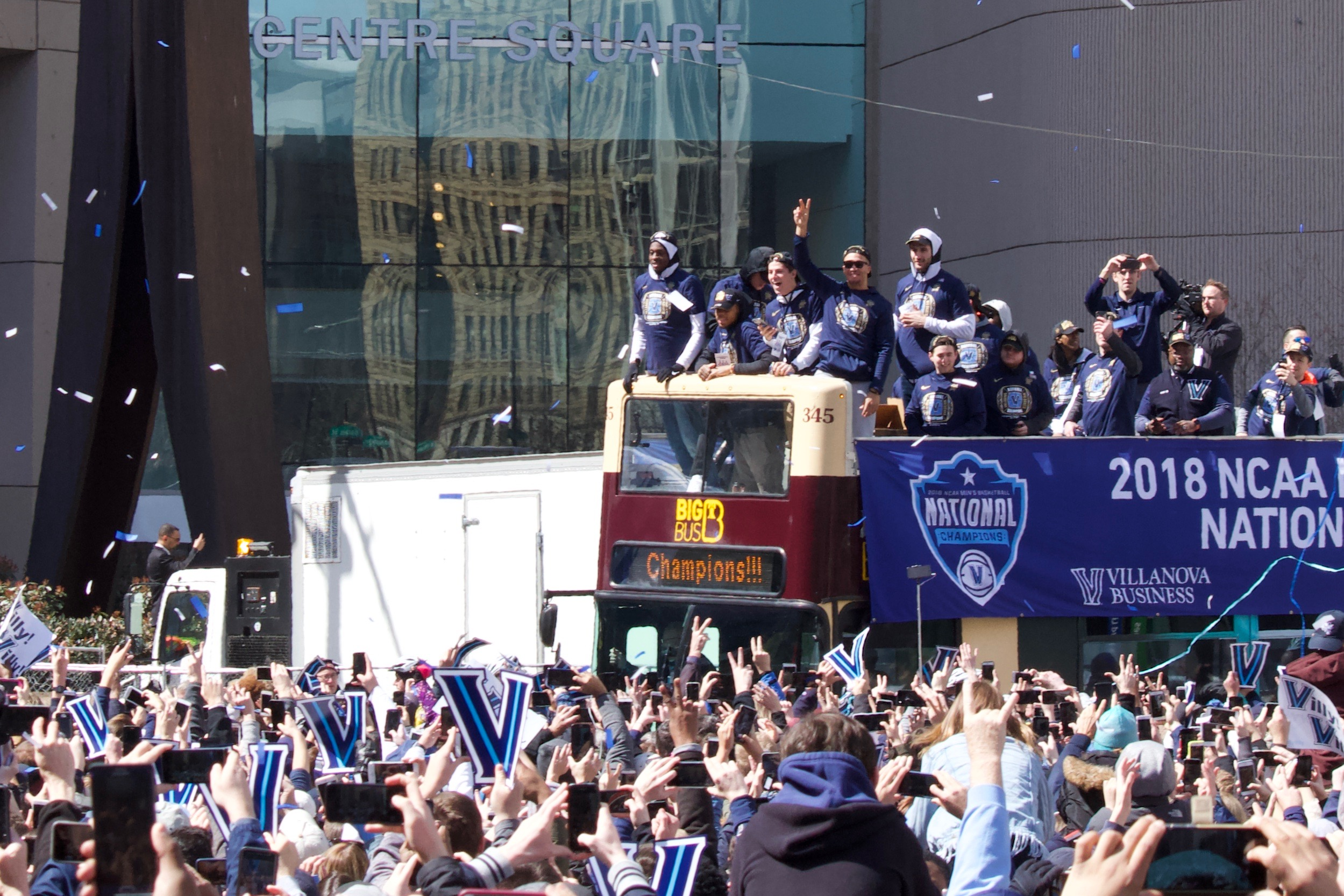
Desfile del Campeonato de Villanova 2018

Villanova participa en la División I de la NCAA, donde compite en la Big East Conference en todos los deportes, excepto en Fútbol americano, que lo hace en la Atlantic Ten Conference, y en Lacrosse femenino, que compite en la Patriot League. Mantiene una rivalidad deportiva histórica con otras cuatro universidades de Filadelfia, la Universidad de Pensilvania, la Universidad de Saint Joseph's, la Universidad de Temple, y la Universidad de La Salle, en lo que se conoce como la liga de las cinco grandes (Philadelphia Big 5). 
Sus títulos más importantes conseguidos hasta la fecha han sido los campeonatos nacionales de Baloncesto masculino, logrados en 1985, 2016 y 2018 pero tiene 15 campeonatos nacionales más, en Campo a través (4 campeonatos nacionales masculinos y 7 femeninos) y en Atletismo (3 campeonatos nacionales en pista cubierta y 1 al aire libre, todos ellos en categoría masculina).